# NGC 5428
NGC 5428 – gwiazda podwójna znajdująca się w gwiazdozbiorze Panny, widoczna na niebie w pobliżu pary zderzających się galaktyk NGC 5426/NGC 5427. Zaobserwował ją Wilhelm Tempel w 1882 roku i skatalogował jako obiekt typu mgławicowego.